# Dương Phục Cung
Dương Phục Cung (giản thể: 杨复恭; phồn thể: 楊復恭, ? - 894), tên tự Tử Khác (子恪), là một hoạn quan nhà Đường. Ông đóng vai trò chủ chốt trong triều đình của Đường Hy Tông và Đường Chiêu Tông. Sau đó ông bị Đường Chiêu Tông nghi ngờ chiếm đoạt quyền lực nên bị loại bỏ, vì thế ông quay sang khuyến khích con nuôi và cháu nuôi của mình cùng nổi dậy chống triều đình. Tuy nhiên, họ đã bị tướng Lý Mậu Trinh đánh bại, rồi bị bắt giữ trong lúc chạy trốn, cuối cùng bị hành hình tại Trường An.

## Thân thế
Ông vốn mang họ Lâm (林) và có lẽ trở thành thái giám khi còn nhỏ tuổi, là con nuôi của Dương Huyền Dực (楊玄翼)- giữ chức xu mật sứ vào giữa những năm Hàm Thông (860-874) thời Đường Ý Tông. (Dương Huyền Dực và Dương Huyền Giá (楊玄价) là anh em nuôi, do đó, Dương Phục Cung là anh em họ nuôi với Dương Phục Quang- con nuôi của Huyền Giá.) Dương Phục Cung là người có học thức, sau đó liên tục làm giám quân tại một vài đội quân triều đình. Trong cuộc nổi dậy của Bàng Huân vào những năm 868-869, Dương Phục Cung là giám quân tại Hà Dương, và sau khi cuộc nổi dậy của Bàng Huân bị dập tắt, do có công lao nên Dương Phục Cung được triệu hồi về Trường An giữ chức Tuyên huy sứ. Sau khi Dương Huyền Dực qua đời vào năm 870, Dương Phục Cung từ nhiệm trong thời gian để tang, song nhanh chóng được triệu hồi triều giữ chức xu mật sứ.

## Thời Đường Hy Tông
Dưới Triều đại của Đường Hy Tông, một hoạn quan khác là Điền Lệnh Tư do có mối quan hệ thân thiết với hoàng đế nên có được quyền lực rất lớn. Năm 880, khi quân nổi dậy của Hoàng Sào tiến đến Trường An, Dương Phục Cung là phó sứ của Điền Lệnh Tư khi người này chỉ huy Thần Sách quân- vốn do các hoạn quan nắm giữ. Sau đó, Điền Lệnh Tư và Đường Hy Tông chạy đến Tây Xuyên. Theo ghi chép thì do Điền Lệnh Tư kiểm soát triều chính, ít ai dám tranh luận với ông ta về các sách lược, song Dương Phục Cung lại nằm trong thiểu số đó, có lẽ một phần là vì Dương Phục Quang khi đó đang phụ trách một trong các đội quân Đường giao chiến với Hoàng Sào. Tuy nhiên, sau khi Dương Phục Quang qua đời vào năm 883, Điền Lệnh Tư ngay lập tức giáng Dương Phục Quang làm Phi long sứ. Dương Phục Cung do đó xưng bệnh và trở về dinh thự tại Lam Điền.
Năm 885, khi cuộc nổi dậy của Hoàng Sào bị dập tắt và Đường Hy Tông quay trở về Trường An, Điền Lệnh Tư xảy ra tranh chấp với Hà Trung Vương Trọng Vinh. Sau khi chiến bại, Điền Lệnh Tư lại đưa Đường Hy Tông chạy khỏi Trường An, đến Hưng Nguyên. Trong cuộc chạy trốn này, Đường Hy Tông lại bổ nhiệm Dương Phục Cung làm xu mật sứ, và ngay sau đó, Điền Lệnh Tư thấy tình thế bất lợi nên đã tiến cử Dương Phục Cung kế nhiệm mình giữ chức Tả Thần Sách trung úy, còn bản thân thì đến Tây Xuyên. Sau đó, do mối quan hệ hữu hảo giữa Vương Trọng Vinh và Dương Phục Quang khi hai người cùng giao chiến với Hoàng Sào, Dương Phục Cung đã thuyết phục được Vương Trọng Vinh và Lý Khắc Dụng cam kết trung thành với Đường Hy Tông.
Trong khi đó, chiến dịch chống Đường Hy Tông của Chu Mai lâm vào thế bế tắc, Dương Phục Quang truyền hịch đến Quan Trung nói rằng ai giết được Chu Mai sẽ được bổ nhiệm làm Tĩnh Nan tiết độ sứ. Sau khi biết tin, thủ hạ của Chu Mai là Vương Hành Du đã tập kích Trường An, giết chết Chu Mai, buộc hoàng đế Lý Uân do Chu Mai lập phải chạy trốn rồi bị Vương Trọng Vinh giết chết. Sau đó, trên đường trở về Trường An, Đường Hy Tông dừng chân tại Phượng Tường, song lại xảy ra tranh chấp giữa tiết độ sứ Lý Xương Phù và con nuôi của Dương Phục Quang là Dương Thủ Lập (楊守立). Sự việc này khiến quân Phượng Tường và quan triều đình giao chiến, tướng triều đình là Lý Mậu Trinh đánh bại được Lý Xương Phù và chiếm lấy Phượng Tường. Khi Đường Hy Tông trở về Trường An, do lập được công nên Dương Phục Cung được giữ chức Tả Thần Sách trung úy, Lục quân thập nhị vệ quan quân dung sứ, phong tước Ngụy quốc công'.
Vào mùa xuân năm 888, Đường Hy Tông lâm bệnh nặng, Cát vương Lý Bảo (李保) được đánh giá là khôn ngoan, vì thế các quan lại trong triều muốn Lý Bảo kế vị, song Dương Phục Cung lại ủng hộ Thọ vương Lý Kiệt, vì thế Đường Hy Tông đã ban chiếu chỉ phong Lý Kiệt làm hoàng thái đệ. Sau khi Đường Hy Tông qua đời, Lý Kiệt (đổi tên thành Lý Mẫn) tức vị, tức Đường Chiêu Tông.

## Phụng sự Đường Chiêu Tông
Do có công đưa Đường Chiêu Tông lên ngôi, Dương Phục Cung đã cố gắng tận dụng ảnh hưởng của mình trong việc quyết định các sách lược, dần khiến cho Đường Hy Tông bất bình. Dương Phục Cung còn tỏ ra ngạo mạn với Hoàng đế, thậm chí ngồi kiệu đến Thái Cực điện, và nhận nhiều tướng lĩnh hùng mạnh làm dưỡng tử. Điều này khiến cho cả Đồng bình chương sự Khổng Vĩ và Đường Chiêu Tông đều công khai cáo buộc ông vô phép, Dương Phục Cung thoạt đầu trả lời rằng ông nhận nhiều tướng lĩnh làm con nuôi là để giúp bảo vệ hoàng đế, song không thể phản ứng lại khi Đường Chiêu Tông nói rằng nếu vậy các tướng lĩnh đó nên nhận họ Lý của hoàng tộc thay vì nhận họ Dương. (Đường Chiêu Tông sau đó yêu cầu Dương Thủ Lập phải phụng sự cho mình, và Dương Phục Cung phải đáp ứng mong muốn của Hoàng đế; Đường Chiêu Tông sau đó ban danh tính mới cho người này là Lý Thuận Tiết (李順節).)
Trong khi đó, Dương Phục Cung lại thù hằn sâu sắc với tể tướng Trương Tuấn, do thoạt đầu Dương Phục Cung đã tiến cử Trương Tuấn làm quan trong triều, song sau khi Dương Phục Cung đi dưỡng bệnh, người này ngay lập tức quay sang Điền Lệnh Tư. Do mối thù giữa hai người, Đường Chiêu Tông càng tin dùng Trương Tuấn để chống lại Dương Phục Cung. Năm 890, Trương Tuấn thuyết phục Đường Chiêu Tông tuyên chiến với Lý Khắc Dụng, với sự ủng hộ của Tuyên Vũ tiết độ sứ Chu Toàn Trung và Lô Long Lý Khuông Uy, song Dương Phục Cung phản đối. Tuy nhiên, sau đó chiến dịch của Trương Tuấn không thành công, được cho là một phần do Dương Phục Cung phá hoại. Sau khi Lý Khắc Dụng đánh bại quân triều đình, ông ta yêu cầu Trương Tuấn và Khổng Vĩ phải bị bãi chức, kết quả hai người này bị lưu đày.
Dương Phục Cung tiếp tục gây ảnh hưởng trong việc triều chính, và nhiều người trong số các con nuôi và cháu nuôi của ông trở thành các tướng lĩnh hùng mạnh, bao gồm Long Kiếm tiết độ sứ Dương Thủ Trinh (楊守貞) và Vũ Định tiết độ sứ Dương Thủ Trung (楊守忠), ngoài ra con nuôi của Dương Phục Quang là Dương Thủ Lượng (楊守亮) đang giữ chức Sơn Nam Tây đạo tiết độ sứ. Dương Phục Cung cũng kết thù oán với cữu phụ của Đường Chiêu Tông là Vương Côi (王瓌). Vào mùa thu năm 891, Dương Phục Cung tiến cử Vương Côi giữ chức Kiềm Nam tiết độ sứ. (Không rõ Kiềm Nam nằm ở vị trí nào; sử gia hiện đại Bá Dương cho rằng đó là một quân tưởng tượng do Dương Phục Cung tạo ra nhằm mục đích giết chết Vương Côi.) Khi Vương Côi đi qua Sơn Nam Tây đạo để đến nhậm chức, Dương Phục Cung đã bảo Dương Thủ Lượng phái binh lính giả làm đạo tặc để phục kích giết chết Vương Côi cùng đoàn người tháp tùng. Đường Chiêu Tông cho rằng Dương Phục Cung đứng sau chuyện này, vì thế trở nên căm hận Phục Cung. Hơn nữa, Lý Thuận Tiết cũng báo cho Đường Hy Tông về các hành vi xấu xa của Dương Phục Cung. Đường Chiêu Tông do đó giáng Dương Phục Cung làm Phượng Tường giám quân, song Dương Phục Cung xưng bệnh từ chối, sau đó Đường Hy Tông cho Dương Phục Cung trí sĩ.

## Nổi dậy chống triều đình
Dương Phục Cung về sống trong phủ đệ nằm gần Ngọc Sơn doanh (玉山營), doanh trai này do con nuôi (giả tử) của Dương Phục Cung là Dương Thủ Tín cai quản. Dương Thủ Tín nhiều lần đến thăm ông, và do đó xuất hiện lời đồn đại rằng họ âm mưu làm phản. Đường Chiêu Tông hạ lệnh cho Thiên Uy đô tướng Lý Thuận Tiết và Thần Sách quân sứ Lý Thủ Tiết (李守節) đem binh công phủ đệ của Dương Phục Cung. Dương Phục Cung và Dương Thủ Tín dẫn gia tộc chạy đến Hưng Nguyên. Tại đây, họ cùng với Dương Thủ Lượng, Dương Thủ Trung, Dương Thủ Trinh và một con nuôi khác là Miên châu thứ sử Dương Thủ Hậu (楊守厚) cùng nổi dậy chống triều đình, song trên danh nghĩa thì tuyên bố thảo phạt Lý Thủ Tiết.
Triều đình không lập tức phái binh đến giao chiến với họ Dương, song đến mùa xuân năm 892, năm tiết độ sứ lân cận: Phượng Tường tiết độ sứ Lý Mậu Trinh, Tĩnh Nan tiết độ sứ Vương Hành Du, Trấn Quốc tiết độ sứ Hàn Kiến, Khuông Quốc Vương Hành Ước (王行約, huynh đệ của Hành Du), và Thiên Hùng tiết độ sứ Lý Mậu Trang (李茂莊, huynh đệ của Mậu Trinh) đã cùng trình tấu thỉnh cầu tiến công họ Dương, và cho Lý Mậu Trinh làm Sơn Nam Tây đạo chiêu thảo sứ. Đường Chiêu Tông cho rằng nếu Lý Mậu Trinh đoạt được lãnh địa của Dương Phục Cung thì người này sẽ càng khó kiểm soát hơn, vì thế đã quyết định hòa giải, song không ai chấp thuận sự hòa giải của triều đình. Sau đó, Đường Chiêu Tông nhận thấy bắt buộc phải chấp thuận mong muốn của Lý Mậu Trinh, và chính thức bổ nhiệm Lý Mậu Trinh chỉ huy chiến dịch trấn áp họ Dương.
Lý Mậu Trinh nhanh chóng chiếm được phần lớn lãnh địa của họ Dương, và đến mùa thu năm 892 thì bao vây Hưng Nguyên. Dương Phục Cung cùng với Dương Thủ Lượng, Dương Thủ Tín, Dương Thủ Trinh, Dương Thủ Trung và Mãn Tồn (滿存) chạy đến Lãng châu. Vào mùa thu năm 894, Lý Mậu Trinh tiếp tục công chiếm Lãng châu, Dương Phục Cung, Dương Thủ Lượng và Dương Thủ Tín thoát khỏi vòng vây và cố gắng chạy đến Hà Đông. Tuy nhiên, khi qua Trấn Quốc, họ bị các binh sĩ của Hàn Kiến bắt giữ. Hàn Kiến hành quyết Dương Phục Cung và Dương Thủ Tín, đưa thủ cấp của họ và Dương Thủ Lượng đến Trường An, Dương Thủ Lượng cũng bị hành hình tại kinh sư. Một người con nuôi khác của ông là Dương Ngạn Bá (楊彥伯) đã đến được Hà Đông, Lý Khắc Dụng sau đó đã thượng tấu biện hộ cho Dương Phục Cung, và Vương Ngạn Bá vì thế được phép an táng Dương Phục Cung theo đúng nghi lễ, được phục hồi quan tước.